# Elpis Israel
Elpis Israel - An Exposition of the Kingdom of God(Uma exposição do Reino de Des)(geralmente chamado de Elpis Israel(transliteração do grego que significa "Esperança de Israel", tirado de Actos 28:20)) é um livro de teologia escrito por John Thomas, fundador dos Cristadelfianos, em 1848-49 e publicado em 1849.
O livro foi baseado numa série de palestras dadas por Thomas em 1848 e contém três partes, The Rudiments Of the World(Os Rudimentos do Mundo), The Things of the Kingdom Of God And Of Jesus Christ(As Coisas do Reino de Deus e de Jesus Cristo) e The Kingdoms Of The World In Their Relation To The Kingdom Of God(Os Reinos do Mundo e a Sua relação com o Reino de Deus). Thomas não considerava, assim como os Cristadelfianos não consideram, o livro como inspirado por Deus, mas apenas um estudo profundo e exacto da Bíblia. Este livro foi usado na pregação nos primeiros tempos do Cristadelfianismo, hoje em dia ainda está em uso mas nem todos os Cristadelfianos leram-no. O livro contém algumas das doutrinas bases deste movimento.
Houve quinze edições do livro, quadro durante a vida de Thomas. A edição mais recente foi publicada em 2000 por Cromwell Press Limited.

### Websites Cristadelfianos
- «Cristadelfianos» Site em Português
- «The Christadelphians.org» Site em Inglês
- «Misión Biblica Cristadelfiana» Site em Espanhol

### Forums de relevo para Cristadelfianos
- «BTDF»- para Cristadelfianos, Ex-cristadelfianos, Outros Cristãos,para debate e estudo Bíblico em conjunto. Na maior parte em Inglês mas contém secções em outras línguas nomeadamente Português.
- «Open Bible Forum»- Estudo Bíblico,discussão e debate, brevemente em português também.